# Lucio Urtubia
Lucio Urtubia Jiménez (Cascante, 18 de febrero de 1931-París, Francia, 18 de julio de 2020) fue un albañil y militante anarquista español.
Lucio Urtubia fue uno de los partícipes principales de una acción para recaudar fondos destinados a su formación política, basada en una estafa al First National City Bank mediante la falsificación de cheques de viajero (traveler’s cheques) con planchas de imprenta de las que él fue el autor. Cientos de cheques de viajero falsos se distribuyeron por Europa y varios países de América Latina entre enero de 1980 y diciembre de 1982.
Las denominadas "operaciones de recuperación de dinero", de las que la estafa al City Bank formaba parte, servían para la recaudación de fondos destinados a apoyar a quienes luchaban y lo necesitaban. Tras el desmantelamiento de la infraestructura de falsificación, la policía francesa no pudo recuperar las planchas de impresión de los cheques, lo que obligó al City Bank y al gobierno francés a un pacto con Urtubia. 
Debido a esa actividad en pro de grupos anarquistas internacionales, es considerado por la izquierda política española y francesa como una especie de Robin Hood.
Su vida ha sido narrada en libros, reportajes y películas, y ha sido inspiración de multitud de canciones de todos los géneros. Su casa en París es sede del Espace Louise-Michel (espacio Louise Michel), donde se realizan charlas, conferencias, debates, exposiciones y proyecciones cinematográficas.

## Biografía
Urtubia nació en la localidad navarra de Cascante, España, el 18 de febrero de 1931 en una familia muy pobre de cinco hermanos. La familia era de tradición carlista por parte del padre y liberal por la de la madre. Su madre, Asunción Jiménez, fue educada por sus padres en casa de Martín Guelbenzu (a quien llamaban "señor Amo") en la que servían. Su padre, carlista por tradición familiar, se hizo socialista, ostentando un cargo en el sindicato UGT de Cascante y fue teniente de alcalde por el PSOE. Luego se hizo comunista tras permanecer en prisión. El padre de Urtubia murió en el hospital de Pamplona después de que se le hubiera manifestado una dolencia en la cárcel. Estando convaleciente, Lucio oyó de su boca por primera vez la palabra que marcaría su vida: «Si yo naciera otra vez, sería anarquista». A la muerte de su padre, Urtubia tenía diecinueve años.
Reclutado para el servicio militar, descubrió muy pronto la facilidad para realizar contrabando en la frontera hispano-francesa. Con otros compañeros del servicio, desvalijó un almacén de la compañía a la que estaba adscrito. Al ser descubierto, desertó y huyó a Francia en 1954, ya que los delitos cometidos podían llevar aparejada la pena de muerte.
En París, trabajó de albañil, oficio que desempeñaría durante gran parte de su vida. Comenzó a relacionarse con las Juventudes Libertarias de la Fédération Anarchiste, en principio para aprender el idioma, pero más tarde plenamente convencido por las relaciones que allí inició, que incluían entre otros a André Breton y Albert Camus.
Al poco tiempo de vivir en París, se le pidió que escondiera a un miembro del maquis antifranquista en su casa. El refugiado era Quico Sabaté, máximo exponente de la guerrilla urbana en Cataluña, con el que compartió casa durante varios años, hasta la muerte de éste:

Para Lucio, Quico era su dios, su maestro del anarquismo.
Bernard Thomas

Sabaté le facilitó direcciones de familias exiliadas en Toulouse, Perpiñán y París, así como de miembros de la antigua CNT española que seguían en activo en Barcelona, Zaragoza, Madrid y Pamplona. Urtubia, ante la detención y encarcelamiento de Sabaté, empezó a emularlo, realizando incursiones en territorio español; posteriormente emprendió una serie de robos y atracos por Europa con objeto de conseguir fondos para la causa revolucionaria. Más tarde abandonaría estas actividades «por miedo a hacerle daño a los empleados de los bancos».

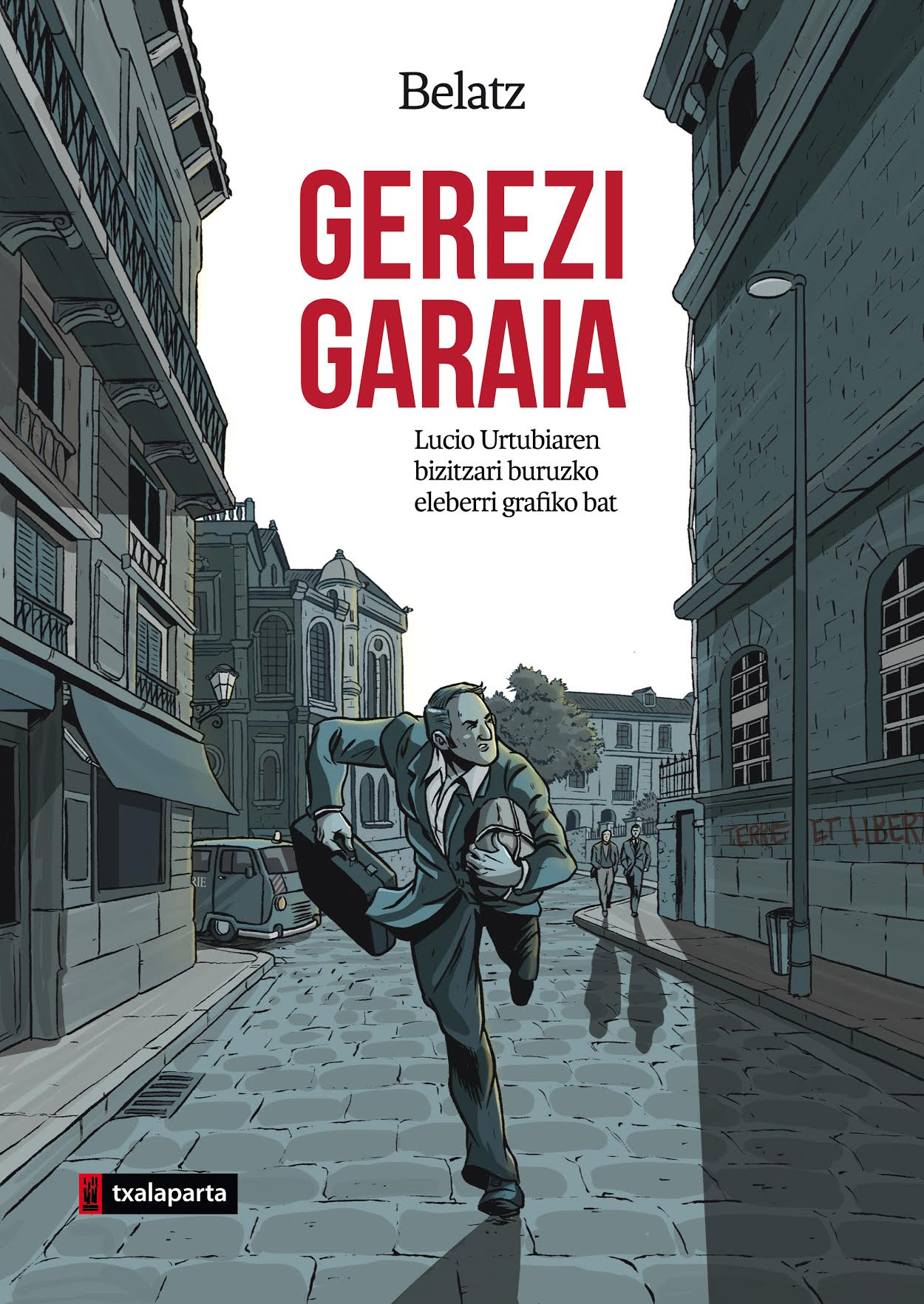
Novela gráfica sobre la vida de Lucio Urtubia, editada por Txalaparta.

Anteriormente había comenzado su actividad de falsificador, proveyendo de documentos falsos a una gran cantidad de guerrilleros y exiliados. En la década de 1960, conjuntamente con otros exiliados, inició sus actividades de falsificación de moneda con la que financiaban a numerosos grupos por todo el mundo, a la vez que procuraban desestabilizar las economías capitalistas. Subsecuentemente con estas actividades, en plena invasión de la Bahía de Cochinos, propuso a la embajadora de Cuba en Francia, Rosa Simeón, la destrucción con explosivos de intereses estadounidenses en Francia, a lo que esta se negó. Sin embargo, resultó tentada con la propuesta que le hizo de falsificación masiva de dólares americanos, de los que le llevaba una muestra. Fue entonces cuando la embajadora medió para presentarle a Che Guevara en 1962, a la sazón Ministro de Industria de la Revolución Cubana, al que presentó su plan de falsificación a gran escala de dólares, plan que rechazó. Este encuentro supuso una gran decepción para Urtubia, ya que el Che le comentó durante el transcurso del mismo su opinión de que los EE. UU. seguirían siendo ricos a pesar de todo, lo que interpretó como una señal de que el argentino empezaba a estar cansado del rumbo que tomaba la política en la isla.
La acción subversiva más importante de cuantas realizó fue la falsificación de cheques de viaje del banco estadounidense First National City Bank (actual Citibank) en la segunda mitad de la década de 1970. Realizó ocho mil hojas de veinticinco cheques de cien dólares cada uno, un total de veinte millones de dólares, lo que estuvo a punto de hacer quebrar al banco, que sufrió una importante caída en su cotización en bolsa. Este dinero fue utilizado para financiar distintos movimientos guerrilleros en Latinoamérica (tupamaros, montoneros, etc.) y Europa. Los titulares de prensa en España le dieron el apelativo de «el bandido bueno» o «el zorro vasco». Fue procesado y encontrado culpable de un delito de falsificación, por el que fue condenado a seis meses de cárcel. Para su defensa contó con la ayuda de un buen número de abogados progresistas de Francia, y la pena se fijó tras llegar a un acuerdo extrajudicial con el banco, que aceptó retirar gran parte de los cargos a cambio de las planchas de grabación.
A lo largo de su vida participó en un gran número de actos contra el sistema capitalista, que supusieron que se dictaran en su contra cinco órdenes internacionales de búsqueda, incluida una de la CIA. Destacan la participación en la preparación del secuestro del nazi Klaus Barbie en Bolivia, la colaboración en la fuga del líder de los Panteras Negras, la intercesión en el secuestro de Javier Rupérez o su colaboración en la fuga de prisión de Albert Boadella, que se encontraba en espera de un juicio por un delito de injurias al Ejército español. Además simpatizó con los Grupos Autónomos de Combate-Movimiento Ibérico de Liberación y con los posteriores Grupos de Acción Revolucionaria Internacionalista (GARI), manteniendo una especial relación con uno de los miembros más destacados de estos últimos, el francés Jean-Marc Rouillan.
Siempre defendió el trabajo: «somos albañiles, pintores, electricistas, no necesitamos el Estado para nada»; «si el paro y la marginación crearan revolucionarios, los gobiernos habrían acabado ya con el paro y la marginación». Participó en la difusión de las ideas anarquistas hasta su muerte.

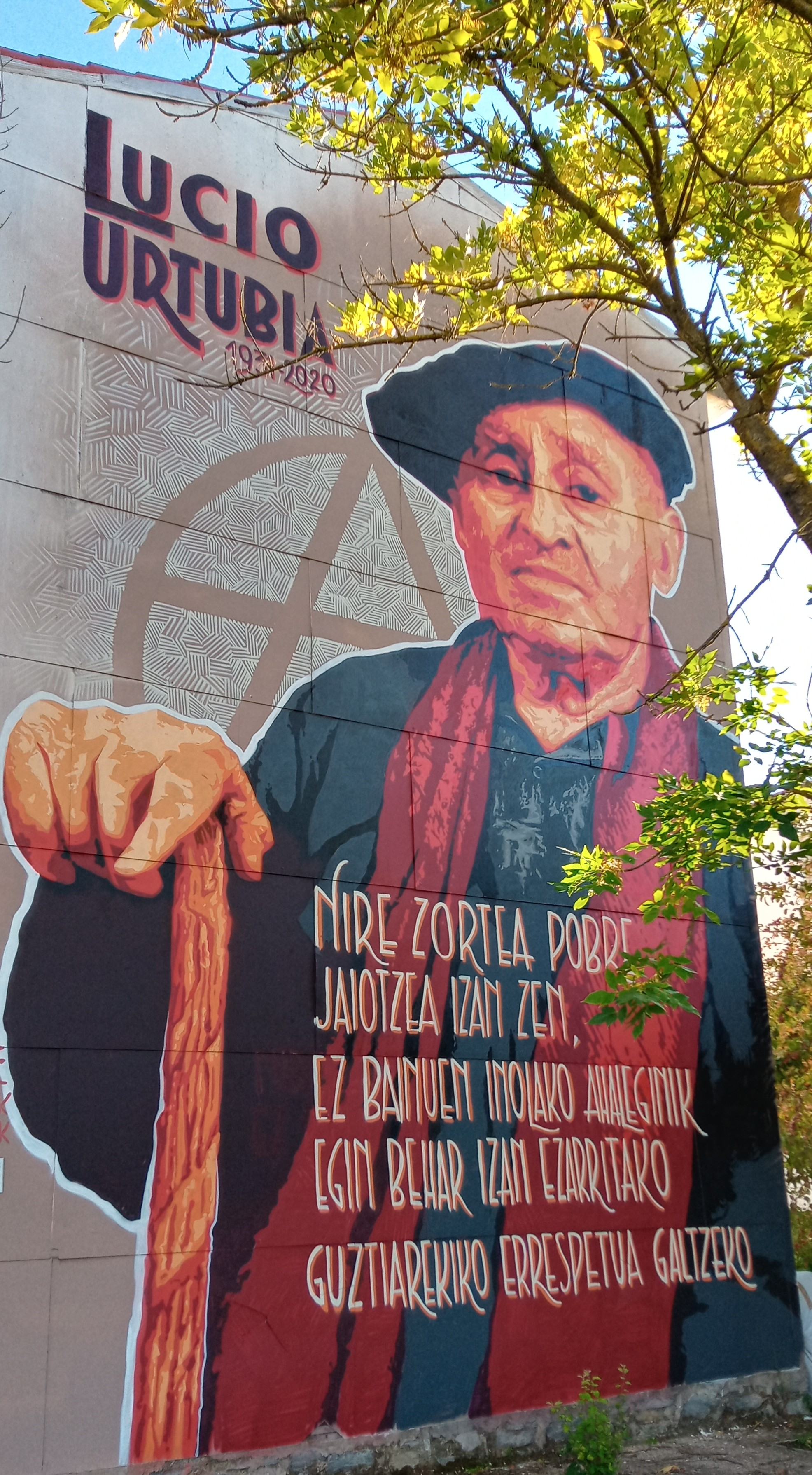
Mural de Lucio Urtubia en Errekaleor, Vitoria.

## Lucio Urtubia en la cultura
La vida y la lucha de Lucio Urtubia ha sido recogida en diversos medios, tanto escritos como audiovisuales. Algunos de ellos son:
- En 2007 se estrenó un documental sobre su vida, titulado Lucio, dirigido por los cineastas vascos José María Goenaga y Aitor Arregi.[8]

- En 2009 apareció en el programa de TVE Españoles en el mundo dedicado a París.[9]

- El 3 de mayo de 2015 Urtubia fue entrevistado en el programa televisivo de La Sexta Salvados por Jordi Évole.[10]

- En 2018 la editorial Txalaparta publicó El tesoro de Lucio (en euskera se publicó con el título Gerezi Garaia), una novela gráfica biográfica dibujada por Mikel Santos (Belatz).[11]

- En 2021 se realizó Lucio. Una reflexión escénica que es un montaje que combina la música de jazz con el mensaje de este histórico anarquista navarro.[12][13]

- La plataforma de televisión Netflix[14] estrenó el 20 de noviembre de 2022 la película titulada Un hombre de acción,[15] basada en la vida de Lucio Urtubia.[16][17]

## Obra
- Urtubia, Lucio (noviembre de 2008). La revolución por el tejado. Autobiografía. Tafalla: Txalaparta. ISBN 978-84-8136-532-0.
- Urtubia, Lucio (7 de diciembre de 2014). Mi utopía vivida. Tafalla: Txalaparta. ISBN 978-84-15313-99-1.